# Epiplema coeruleodisca
Epiplema coeruleodisca är en fjärilsart som beskrevs av W. Warren 1896. Epiplema coeruleodisca ingår i släktet Epiplema och familjen Uraniidae. Inga underarter finns listade i Catalogue of Life.